# バカマルテ
バカマルテ（Bacamarte）は、ブラジルのシンフォニック/プログレッシブ・ロック・バンドである。元々、1974年に3人の学友たちによって結成されたが、年齢を理由にすぐ解散した。1977年にマリオ・ネトは新しいミュージシャンをそろえてバカマルテを改編し、1978年にこのラインナップでバカマルテのアルバム『終末の後』をレコーディングした。ネトは当時人気のあったディスコ・シーンを警戒し、テープの発表を差し控えてより適切な時期にリリースすることに決めた。1982年に友人に説得された後、彼は地元のラジオ局にテープを提出し、アルバム自体は1983年初頭にリリースされた。
1980年代に録音された素材から、1999年にセカンド・アルバムがリリースされた。このアルバム『Sete Cidades（Seven Cities）』は、主にマリオ・ネトのソロ作品と見なされており、ネトとキーボード奏者のロベリオ・モリナリのみをフィーチャーしている。ただし、元のラインナップは一連のショーに再び参加することを決め、バカマルテの呼称を使用して時々一緒に仕事している。

## メンバー
- ヴィニシャス・デ・オリヴェイラ (Vinícius de Oliveira) – ベース
- ネルソン・パイヴァ (Nelson Paiva) – ドラム
- ヒューゴ・ラセルダ (Hugo Lacerda) – ボーカル
- ジャニ・ドゥボキ (Jane Duboc) – ボーカル
- マルクス・モウラ (Márcus Moura) – フルート、アコーディオン
- マリオ・ネト (Mario Neto) – エレクトリックギター、アコースティックギター、ピアノ、キーボード、ベースドラム、パーカッション、ボーカル
- ミスター・ポール (Mr. Paul) – パーカッション
- デルト・シマス (Delto Simas) – ベース
- マルコ・ヴェリッシモ (Marco Verissimo) – ドラム
- セルジオ・ヴィラリム (Sergio Villarim) – キーボード
- ロベリオ・モリナリ (Robério Molinari) – キーボード

## All-Time ランキング
アルバム『終末の後』は、「Prog Archives Top Studio Albums of All-Time」で40位にランクされている。

## ディスコグラフィ

### アルバム
- 『終末の後』 - Depois Do Fim (1983年)
- Sete Cidades (1999年)